# 399 Dywizja Piechoty (III Rzesza)
399 Dywizja Piechoty (niem. 399. Infanterie-Division) – niemiecka dywizja z czasów II wojny światowej, sformowana w rejonie Ciechanowa na mocy rozkazu z 15 marca 1940, w 9. fali mobilizacyjnej w I Okręgu Wojskowym.

## Struktura organizacyjna
- Struktura organizacyjna w marcu 1940:
  - 662., 663. i 664 pułk piechoty,
  - 399 bateria artylerii,
  - 399 szwadron rozpoznawczy,
  - 399 oddział łączności;

- Struktura organizacyjna w czerwcu 1940:
  - 662., 663. i 664 pułk piechoty,
  - 399 pułk artylerii,
  - 399 szwadron rozpoznawczy,
  - 399 oddział łączności;

## Dowódca dywizji
- Generalmajor Helmuth von Kropff 15 III 1940 – 20 VIII 1940;

## Szlak bojowy
Dywizja pełniła służbę okupacyjną w rejonie Ciechanowa. Po zakończeniu kampanii na zachodzie, rozwiązana rozkazem z dnia 22 sierpnia 1940.